# Leydi Solís
Pour les articles homonymes, voir Solís.
Leidy Yessenia Solís Arboleda, née le 17 février 1990 à Tuluá (Colombie), est une haltérophile colombienne. Elle est double championne du monde en 2017 et 2019 ainsi que médaillée d'argent olympique en 2008.

## Carrière
Élevée par sa mère qui travaille, c'est sa grand-mère 
Au niveau olympique, Leydi Solís participe à deux éditions, en 2008 puis en 2016. Lors de la première à Pékin, elle termine à l'origine au pied du podium mais après la disqualification pour dopage de la médaillée de bronze ukrainienne Natalya Davydova en novembre 2016 suivi de celle de la médaillée d'or chinoise Liu Chunhong en janvier 2017, elle se voit attribuer la médaille d'argent en décembre 2017. Elle reçoit finalement sa médaille lors d'une cérémonie officielle en décembre 2017. Aux Jeux de 2016, elle termine une nouvelle fois au pied du podium. 
Lors des championnats du monde d'haltérophilie 2019, elle remporte la médaille d'or en -81 kg avec 247 kg soulevés.
En mai 2020, en plein milieu du confinement lié à la pandémie de Covid-19 en Colombie, elle est victime d'un vol durant lequel ses médailles sont dérobées.

## Palmarès

### Jeux olympiques
- Jeux olympiques d'été de 2008 à Pékin ( Chine) :
  -  médaille d'argent en -69 kg

### Championnats du monde
- Championnats du monde 2019 à Pattaya ( Thaïlande) :
  -  médaille d'or en -81 kg
- Championnats du monde 2017 à Anaheim ( États-Unis) :
  -  médaille d'or en -69 kg

### Jeux panaméricains
- Jeux panaméricains de 2015 à Toronto ( Canada) :
  -  médaille d'or en -69 kg
- Jeux panaméricains de 2007 à Rio de Janeiro ( Brésil) :
  -  médaille d'or en -63 kg

### Championnats panaméricains
- Championnats panaméricains 2008 à Callao ( Pérou) :
  -  médaille d'or en -69 kg
- Championnats panaméricains 2010 à Guatemala ( Guatemala) :
  -  médaille d'or en -69 kg
- Championnats panaméricains 2017 à Miami ( États-Unis) :
  -  médaille d'or en -69 kg

### Jeux d'Amérique centrale et des Caraïbes
- Jeux d'Amérique centrale et des Caraïbes de 2006 à Carthagène des Indes ( Colombie) :
  -  médaille d'argent en -63 kg